# Valdelacasa de Tajo
Valdelacasa de Tajo település Spanyolországban, Cáceres tartományban. Valdelacasa de Tajo Valdeverdeja, Villar del Pedroso, Navalvillar de Ibor, Castañar de Ibor, Garvín, Peraleda de San Román, Berrocalejo és El Gordo községekkel határos. Lakosainak száma 342 fő (2024).

## Népesség
A település népessége az elmúlt években az alábbi módon változott:
| Lakosok száma | 526  | 534  | 477  | 455  | 560  | 424  | 407  | 348  | 346  | 342  |
|               | 2001 | 2004 | 2006 | 2009 | 2011 | 2014 | 2016 | 2019 | 2021 | 2024 |